# Pjotr Irklis
Pjotr Andrejevitj Irklis, ryska: Пётр Андре́евич И́рклис, född 15 januari 1887 i Riga, avrättad 9 september 1937 utanför Leningrad, var en sovjetisk kommunistisk politiker. Han var förste partisekreterare i Karelska ASSR 1935–1937 och var som sådan en av de ansvariga för stora utrensningen i där.
Irklis arbetade ursprungligen som typograf i Riga. Han deltog i revolutionen 1905 och tjänstgjorde i ryska armén 1908–1913. Under första världskriget var han stationerad som kommissarie i Pskov. Han innehade samma position i början av ryska inbördeskriget tills han 1919 blev chef för Tjekans politybyrå. Åren 1919–1920 var han chef för revolutionstribunalen vid Röda arméns 11. skyttedivision. 1921 blev han ordförande för distriktsstyrelsen i Luga och Gdov och blev 1925 medlem av kommunistpartiets regionkommitté i Leningrad. Irklis var 1932–1935 tredje sekreterare för Leningrads regionkommitté.
Karelska rådsrepubliken hade sedan 1922 styrts av finländaren Edvard Gylling, som med stöd av Lenin drivit en finsk nationalistisk språkpolitik, trots att den finländska befolkningen var i minoritet. I januari 1935 kallades Karelens partisekreterare Kustaa Rovio till Moskva och efterträddes av Irklis. Gylling fick kvarstanna som regeringschef, men utsattes för hård kritik för sin nationalistiska politik och successivt började finnar försvinna från de centrala posterna. Irklis hade tillsammans med Rovio, Gylling och ledningen för karelska NKVD något tidigare deporterat över 300 familjer från de västra gränsområdena till de centrala delarna av republiken. Irklis försökte få Gylling avsatt och skrev i september 1935 till Moskva och ifrågasatte Gyllings partimedlemskap. Bland annat var Irklis kritisk till de stödgrupper som Otto Vilmi skapat för finska kommunistpartiets räkning och Gylling avsattes slutligen. I hans ställe tillträdde ryssen Pavel Busjujev.
Irklis och NKVD inledde en etnisk rensning och Irklis hade redan tidigare upprättat en likvideringslista med namn på 17 högt uppsatta finländare. Regelbundet rapporterade Irklis till Nikolaj Jezjov om operationer mot "spioner" och "nationalister". Den stora terrorn pågick hela 1937 när Jezjov gav order om utrensningar av etniska och kontrarevolutionära element samt deras familjer. Irklis, Karelens distriktåklagare och den regionale NKVD-chefen Karl Tenison utgjorde Karelens trojka, som dömde hundratals människor till döden. Bara mellan augusti och september 1937 arresterades 728 personer.
Utrensningen ansågs inte tillräckligt effektiv av Moskva och i juli 1937 avskedades Irklis från regionkommittén. Till efterträdare utsågs Irklis biträdande, Michail Nikolskij. Även Busjujev avsattes. Nikolskij hann knappt installera sig förrän han avsattes av Nikolaj Ivanov från Leningrad, som rensade ut nästan alla av Irklis män. Busjujev arkebuserades i Leningrad samma dag som Irklis. Irklis greps den 21 juli 1937. Han uteslöts ut kommunistpartiet och dömdes den 9 september 1937 till döden. Samma dag arkebuserades han utanför Leningrad. Hustrun Maria dömdes i egenskap av maka till en "folkets fiende" till åtta års straffarbete. Irklis är postumt rehabiliterad från sin dom.